# Расширения Международного фонетического алфавита
Расширения Международного фонетического алфавита (англ. Extensions to the International Phonetic Alphabet, также расширенные символы МФА для расстроенной речи, англ. extIPA symbols for disordered speech или просто extIPA [ɛkˈstaɪpə]) — набор букв и диакритических знаков, разработанный Международной ассоциацией клинической фонетики и лингвистики, чтобы дополнить Международный фонетический алфавит для фонетической транскрипции расстроенной речи. Некоторые символы используются для транскрипции особенностей нормальной речи в МФА и признаются таковыми Международной фонетической ассоциацией.
Многие звуки, встречающиеся только в расстроенной речи, обозначаются при помощи диакритических знаков, хотя также используется все возрастающее число дополнительных букв. Специальные буквы добавлены для транскрипции речи людей с сигматизмом и расщеплением нёба. В расширениях МФА также используются несколько стандартных диакритических знаков МФА, которые незнакомы большинству людей, но транскрибируют черты, характерные для расстроенной речи. К ним относится преаспирация (ʰ◌), язычно-губные согласные (◌̼), ламинальные фрикативы (s̻, z̻) и знак * для звука (фрагмента или свойства) без доступного символа (буквы или диакритического знака). Новый символ ɹ̈ используется для английского молярного R, противопоставляемого ɹ̺ для апикального r; эти артикуляции неразличимы по звуку и поэтому редко идентифицируются в нерасстроенной речи.
Среди звуков, не встречающихся в нормальной речи, велофарингальные согласные, носовые фрикативы (нареальные фрикативы) и некоторые перкуссивные согласные. Звуки, иногда встречающиеся в языках мира, которые не имеют символов в основном МФА, включают деназализованные согласные, субламинальный перкуссив, постальвеолярные латеральные фрикативы и латеральные сибилянты.

## Буквы
Могут быть также использованы символы качества голоса, как, например, в записи ↀ͡r̪͆ для буккального межзубного дрожащего согласного (raspberry).
| Боковые          | ʪ | Глухой альвеолярный латерально-центральный фрикатив, ɬ͡s (при латеральном стигматизме вместо /s/)                                                                   |
| Боковые          | ʫ | Звонкий альвеолярный латерально-центральный фрикатив, ɮ͡z (при латеральном стигматизме вместо /z/)                                                                  |
| Боковые          | ꞎ | Глухой ретрофлексный латеральный фрикатив, ɭ̊˔ |
| Боковые          | 𝼅 | Звонкий ретрофлексный латеральный фрикатив, ɭ˔ |
| Боковые          | 𝼆 | Глухой палатальный латеральный фрикатив, ʎ̝̊; звонкий фрикатив обозначается как 𝼆̬, в стандартном МФА — ʎ̝                                                             |
| Боковые          | 𝼄 | Глухой велярный латеральный фрикатив, ʟ̝̊; звонкий фрикатив обозначается как 𝼄̬, в стандартном МФА — ʟ̝                                                                |
| Велофарингальные | ʩ | Глухой велофарингальный фрикатив (часто появляется при расщеплении нёба); звонкий фрикатив обозначается как ʩ̬                                                      |
| Велофарингальные | 𝼀 | Глухой велофарингальный дрожащий согласный (фырканье); сочетание велофарингального фрикатива с увулярным дрожащим согласным, эквивалентное обозначение — ʩ𐞪        |
| Велодорсальные   | 𝼃 | Глухой велодорсальный взрывной согласный |
| Велодорсальные   | 𝼁 | Звонкий велодорсальный взрывной согласный |
| Велодорсальные   | 𝼇 | Велодорсальный носовой согласный |
| Фарингальные     | ꞯ | Глухой верхнефарингальный взрывной согласный |
| Фарингальные     | 𝼂 | Звонкий верхнефарингальный взрывной согласный |
| Перкуссивные     | ʬ | Губно-губной перкуссив (чмоканье губами) |
| Перкуссивные     | ʭ | Двузубной перкуссив (скрежет зубов) |
| Перкуссивные     | ¡ | Субламинальный нижнеальвеолярный перкуссив (шлёпанье языком); используется с альвеолярным щелчком (ǃ¡) для обозначения альвеолярного щелчка с перкуссивным релизом |

## Диакритические знаки
В расширениях МФА расширено использование некоторых символов обычного МФА, как, например ʰp для преаспирации или tʶ для увуляризации, а также добавлены некоторые новые. Некоторые из диакритических знаков расширений МФА иногда используются для нерасстроенной речи, например для необычных механизмов воздушного потока в языке дамин.
Одной из модификаций является использование подстрочных скобок вокруг диакритических знаков фонации для обозначения частичного озвончения; одиночная скобка слева или справа от знака указывает на то, что звук частично озвончен в начале или конце. Эти соглашения могут быть удобны для представления различных времён начала озвончения. Диакритические знаки фонации также могут ставиться перед буквой или после неё, а не помещаться непосредственно под символом для обозначения относительного времени.
| Частичное озвончение (оглушение) | Частичное озвончение (оглушение)    | Частичное озвончение (оглушение) | Частичное озвончение (оглушение)        |
| -------------------------------- | ----------------------------------- | -------------------------------- | --------------------------------------- |
| s̬᪽                                | частичное/серединное озвончение [s] | z̥᪽ ʒ̊᪻                              | частичное/серединное оглушение [z], [ʒ] |
| s̬᫃                                | начальное озвончение                | z̥᫃                                | начальное оглушение                     |
| s̬᫄                                | конечное озвончение                 | z̥᫄                                | конечное оглушение                      |
| z̤᪽                                | частичная придыхательность          | и т. д.                          | и т. д.                                 |
| Момент времени                   |                                     |                                  |                                         |
| ˬz                               | преозвонченное [z]                  | zˬ                               | постозвонченное [z]                     |
| a˷                               | [a] со скрипучим скольжением        | и т. д.                          | и т. д.                                 |

Транскрипции для частичного озвончения и оглушения могут использоваться либо для обозначения степеней озвончения, либо для обозначения прерывности озвончения. В первом случае две скобки указывают на то, что звук слабо (частично) озвончен на всём своём протяжении, а одиночные скобки означают частичное озвончение в начале или в конце звука. Во втором случае две скобки обозначают, что звук озвончен (оглушён) в середине, в то время как одиночные скобки означают полное озвончение (оглушение) в начале или в конце звука.
Изменение положения диакритического знака относительно буквы указывает на то, что фонация начинается раньше согласного или гласного или продолжается после него. Кружок снизу и другие диакритические знаки фонации могут быть использованы таким же образом, если это необходимо. Например, p˳a указывает на то, что глухость продолжается после [p], что эквивалентно pʰa.
К другим диакритикам расширений МФА относятся:
| Механизм воздушного потока | Механизм воздушного потока | Механизм воздушного потока | Механизм воздушного потока                                                                             |
| -------------------------- | --- | -------------------------- | --- |
| p↓                         | Ингрессивный воздушный поток | ʘ↑                         | Эгрессивный воздушный поток                                                                            |
| Фонация                    | |                            | |
| p˭                         | Непридыхательный | ʰp                         | Преаспирированный                                                                                      |
| Назализация                | |                            | |
| n͋ v͋                        | (в сочетании с носовой буквой) истинный носовой фрикатив                                                                               | s͌                          | Велофарингальная фрикция (турбулентный поток воздуха через велофарингальный канал в задней части носа) |
| n͋ v͋                        | (в сочетании с ротовой буквой) носовой фрикативный выход (слышен турбулентный поток воздуха через ноздри, как при носовой шепелявости) | m͊                          | Деназализованный (как при насморке; дополняет носовой диакритический знак)                             |
| Сила артикуляции           | |                            | |
| f͈                          | Сильная артикуляция (не обязательно фортис)                                                                                            | v͉                          | Слабая артикуляция (не обязательно ленис)                                                              |
| Артикуляция                | |                            | |
| v͆ t͆                        | (в сочетании с губной буквой) зубно-губной                                                                                             | n̪͆ h̪͆                        | (в сочетании с переднеязычной буквой) межзубный                                                        |
| v͆ t͆                        | (в сочетании с переднеязычной буквой) окклюзия 3-го класса (язык выступает за верхние зубы, как при тяжёлом патологическом прикусе)    | n̪͆ h̪͆                        | (в сочетании с глоттальной буквой) двузубной                                                           |
| s͇ f͇                        | (в сочетании с переднеязычной буквой) альвеолярный                                                                                     | s͍                          | Губное распыление (дополняет диакритические знаки для огубления)                                       |
| s͇ f͇                        | (в сочетании с губной буквой) губно-альвеолярный (окклюзия 2-го класса, как при тяжёлом патологическом прикусе)                        | s͍                          | Губное распыление (дополняет диакритические знаки для огубления)                                       |
| s͎                          | Свистящий | s̻ z̻                        | Ламинальные фрикативы (включая опущенный кончик языка)                                                 |
| ɹ̈ ɹ̺                        | Молярное r и апикальное r соответственно                                                                                               | s͕ s͔                        | Латеральный сдвиг влево и вправо соответственно                                                        |
| Время                      | |                            | |
| s͢θ                         | Невнятная/скользящая артикуляция (согласный дифтонг, переходящий от одной артикуляции к другой в течение одного сегмента)              | p\p\p                      | Заикание (повторяемая артикуляция)                                                                     |

Диакритические знаки могут быть помещены в круглые скобки, как и диакритические знаки звонкости. Например, m͊᪻ обозначает частично деназализованный [m].
Следуя давней традиции МФА, не указанной в обычной таблице, любой символ МФА или расширений МФА может быть использован в надстрочной форме в качестве диакритического знака, чтобы указать начало, релиз или призвук другой буквы. Например, k𐞜 для [k] с латерально-фрикативным релизом (схоже с велярной латеральной аффрикатой [k͜𝼄], но с меньшим трением) или d𐞚 для [d] с латерально-центральным релизом. Комбинируемые диакритические знаки также могут быть добавлены к надстрочным знакам, как, например, tʰ̪͆ для [t] с двузубным придыханием.
Символы качества голоса (VoQS) принимают диакритические знаки МФА и расширений МФА, а также несколько дополнительных диакритических знаков, которые потенциально доступны в расширениях МФА. По крайней мере, точка снизу для обозначения "шёпота" иногда встречается в транскрипции МФА, хотя этот диакритический знак также обычно используется для обозначения апикально-ретрофлексной артикуляции.

## Просодическая нотация и неопределённые звуки
Расширения МФА приняли скобочную нотацию из соглашений о транскрипции разговоров. Круглые скобки используются для обозначения беззвучной артикуляции, как, например, (ʃːː), беззвучный знак замолчать. Скобки также используются для обозначения молчаливых пауз, как, например (...). Двойные скобки указывают на посторонний шум, как, например, ⸨2 syll.⸩ или ⸨2σ⸩ for для двух посторонних слогов, хотя по соглашению МФА двойные скобки указывают на то, что звук заглушается, как когда один человек говорит одновременно с другим, и это идентифицируется как использование расширений МФА.
В расширениях МФА неразличимые/неидентифицируемые звуки обводятся кружком, а не помещаются в одиночные скобки. Пустой круг, ◯, используется для неопределённого сегмента, σ⃝ — для неопределённого слога, Ⓒ — для сегмента, идентифицируемого только как согласный, и т. д. Полные заглавные буквы, такие как C в Ⓒ, используются в качестве обозначений для определённых категорий звуков и могут сочетаться с диакритическими знаками МФА и расширений МФА. Например, P̥⃝ (обведённая заглавная буква P с диакритическим знаком глухости) указывает на неопределённый или неопределяемый глухой взрывной согласный. Обычные буквы МФА и расширений МФА также могут быть обведены кружком, чтобы указать, что их идентификация является неопределённой. Например, ⓚ указывает на то, что сегмент, вероятно, представляет собой [k]. По крайней мере в рукописном тексте круг может быть вытянут в овал для более длинных строк символов.
Фигурные скобки с итальянскими музыкальными терминами используются для фонационной и просодической нотации, как, например, [{falsetto ˈhɛlp falsetto}] и термины для темпа и динамики связной речи. Они помещаются в фигурные скобки, чтобы указать, что они являются комментариями к промежуточному тексту. Соглашения VoQS используют аналогичную нотацию для качества голоса.
| Просодия                                                                       | Просодия                          | Просодия                  | Просодия                      | Просодия | Просодия                          | Просодия              | Просодия                             |
| ------------------------------------------------------------------------------ | --------------------------------- | ------------------------- | ----------------------------- | -------- | --------------------------------- | --------------------- | ------------------------------------ |
| (.)                                                                            | Короткая пауза                    | (..)                      | Средняя пауза                 | (...)    | Длинная пауза                     | (1.2)                 | Пауза продолжительностью 1,2 секунды |
| (ʃːː)                                                                          | Беззвучная артикуляция            |                           |                               | ⸨2σ⸩     | Посторонний шум                   |                       |                                      |
| 𝑓                                                                              | Громкая речь (форте)              | [{𝑓 ˈlaʊd 𝑓}]             | [{𝑓 ˈlaʊd 𝑓}]                 | 𝑓𝑓       | Очень громкая речь (фортиссимо)   | [{𝑓𝑓 ˈlaʊdɚ 𝑓𝑓}]      | [{𝑓𝑓 ˈlaʊdɚ 𝑓𝑓}]                     |
| 𝑝                                                                              | Тихая речь (пиано)                | [{𝑝 ˈkwaɪət 𝑝}]           | [{𝑝 ˈkwaɪət 𝑝}]               | 𝑝𝑝       | Очень тихая речь (пианиссимо)     | [{𝑝𝑝 ˈkwaɪətɚ 𝑝𝑝}]    | [{𝑝𝑝 ˈkwaɪətɚ 𝑝𝑝}]                   |
| allegro                                                                        | Быстрая речь                      | [{allegro ˈfæst allegro}] | [{allegro ˈfæst allegro}]     | lento    | Медленная речь                    | [{lento ˈsloʊ lento}] | [{lento ˈsloʊ lento}]                |
| crescendo, rallentando и другие музыкальные термины также могут использоваться |                                   |                           |                               |          |                                   |                       |                                      |
| Неопределённые/неопределяемые звуки                                            |                                   |                           |                               |          |                                   |                       |                                      |
| ◯                                                                              | сегмент                           | Ⓒ                         | согласный                     | Ⓕ        | фрикатив                          | Ⓖ                     | полугласный/аппроксимант             |
| Ʞ⃝                                                                              | щёлкающий согласный               | Ⓛ                         | плавный или боковой согласный | Ⓝ        | носовой согласный                 | Ⓟ                     | взрывной согласный                   |
| Ⓡ                                                                              | ротический или сонорный согласный | Ⓢ                         | сибилянт                      | Ⓣ        | тон/музыкальное ударение/ударение | Ⓥ                     | гласный                              |

## Таблица
|                             | Губно-губные | Губно-зубные | Губно-альвео-лярные | Зубно-губные | Дву-зубные | Язычно-губные | Меж-зубные | Альвео-лярные (нижне-альвео-лярные) | Ретро-флексные | Палаталь-ные | Веляр-ные (вело-дорсаль-ные) | Вело-фарингаль-ные | Верхне-фарингаль-ные |
| --------------------------- | ------------ | ------------ | ------------------- | ------------ | ---------- | ------------- | ---------- | ----------------------------------- | -------------- | ------------ | ---------------------------- | ------------------ | -------------------- |
| Взрывные                    |              | p̪ b̪          | p͇ b͇                 | p͆ b͆          |            | t̼ d̼           | t̪͆ d̪͆        |                                     |                |              | (𝼃 𝼁)                        |                    | ꞯ 𝼂                  |
| Деназализованные            | m͊            |              |                     |              |            |               | n͊          | ɳ͊                                   | ɲ͊              | ŋ͊            |                              |                    |                      |
| Носовые                     |              | m̪            | m͇                   | m͆            | n̼          | n̪͆             |            |                                     |                | (𝼇)          |                              |                    |                      |
| Фрикативные носовые         | m̥͋ m͋          |              |                     |              |            |               | n̥͋ n͋        | ɳ̥͋ ɳ͋                                 | ɲ̥͋ ɲ͋            | ŋ̥͋ ŋ͋          |                              |                    |                      |
| Дрожащие                    |              |              |                     |              | r̼          | r̪͆             |            |                                     |                |              | 𝼀 (ʩ𐞪)                       |                    |                      |
| Серединные фрикативы        |              |              | f͇ v͇                 | f͆ v͆          | h̪͆ ɦ̪͆        | θ̼ ð̼           | θ̪͆ ð̪͆        | θ͇ ð͇                                 |                |              |                              | ʩ ʩ̬                |                      |
| Боковые фрикативы           |              |              |                     |              |            | ɬ̼ ɮ̼           | ɬ̪͆ ɮ̪͆        |                                     | ꞎ 𝼅            | 𝼆 𝼆̬          | 𝼄 𝼄̬                          |                    |                      |
| Серединно-боковые фрикативы |              |              | ʪ ʫ                 |              |            |               |            |                                     |                |              |                              |                    |                      |
| Боковые аппроксиманты       | l̼            | l̪͆            |                     |              |            |               |            |                                     |                |              |                              |                    |                      |
| Перкуссивные                | ʬ            |              |                     |              | ʭ          |               |            | (¡)                                 |                |              |                              |                    |                      |

## Надстрочные буквы
Обычное использование надстрочных букв МФА формализовано в расширениях МФА, специально для фрикативных релизов взрывных согласных, как видно в левом нижнем углу полной таблицы.
Логопеды также часто используют надстрочные буквы, чтобы указать, что целевой звук не был достигнут — например, [ˈtʃɪᵏən] для слова chicken, где /k/ не полностью артикулирован. Однако из-за неоднозначного значения надстрочных букв в МФА эта конвенция не поддерживается Международной ассоциацией клинической фонетики и лингвистики. Однозначная транскрипция обозначила бы согласный более конкретно как слабый ([ˈtʃɪk͉ən]) или беззвучный ([ˈtʃɪ(k)ən]).

## Пример текста
Пример транскрипции с использование расширений МФА и символов качества голоса:
[ð\ðːə̤ {V̰ ə\ə\ə V̰} ˈhw̥əɹld ˈkʌp ˈf̆\faɪnəlz əv ˈnaɪntin eəti {↓𝑝ˈtʉ̆ 𝑝↓} ˌɑɹ ˈh\hɛld ɪn sːp\ˈsːp\ʰeᵊn ˈðɪs jəɹ (3 sec) ð͈ːe wɪl ɪnv\ˈv͈ːɔlv ðə tˢˑ\tʴ̥ (.) {𝑝 tʼ\tʼ 𝑝} ʩ \ {𝑓 ʩ \ ʩ 𝑓}\ˈt͈ɒ̆p̚ ˈneʃənz əv ðə ˈwəɹld ɪnˑ ə̰ {𝑝𝑝 tʰˑəʃ\t̆ʰə\təʃ 𝑝𝑝}\ˈt͈ʉɹnəmənt ˈlastɪn ˌoʊvər ˈfɔɹ ˈwiks (..) ˈh͈ɛld ə\ ʔat ˈf\fɔɹtin (...) {𝑝𝑝 V̰ d\d V̰ 𝑝𝑝} \ ˈdɪfɹənt ˈsɛn{↓təɹʐ↓} ɪn ˈspeᵊn (3 sec) ə̰ (.) ˈɔl əv ðə fˑ\f ˈɔl əv ðə ˈfəɹʂt ˈɹaʉnd ˈɡeᵊmz wɪl bi (..) wɪl bi (.) ɪn ðə (.) w̰̆ə̰ː p\pɹəv\ˈvɪnʃəl {𝑝 tʼ\tʼ 𝑝} \ {𝑝𝑝 tʼ\tʼ 𝑝𝑝} (.) tʼ\tʼ (..) {𝑝𝑝 tʼ\tʼ 𝑝𝑝} ʩ \ ʩ \ {↓ˈtãʉ̃nz↓} wɪð ðə s͢ːsʼ\sʼ\ˈs{↓ɛmi ˈfaɪnəlz↓} and ˈf\faɪnəlz ˈhɛld ɪn (.) ⸨knock on door⸩ bɑɹsə{𝑝ˈloʊnə and ˈmədɹɪd 𝑝}]
Оригинальный текст: «The World Cup Finals of 1982 are held in Spain this year. They will involve the top nations of the World in a tournament lasting over four weeks, held at fourteen different centers in Spain. All of the first round games will be in the Provencal towns with the semi-finals, and finals held in Barcelona and Madrid».